# Зевксіс (полководець)
Зевксіс (дав.-гр. Zευξις) — один з полководців басилевса держави Селевкідів Антіоха III, сатрап Лідії

## Біографія
У 221 до н. е. брав участь у війні проти бунтівного сатрапа Мідії Молона і намагався не дозволити йому перетнути річку Тигр. Після поразки селевкідського війська на чолі з Ксейонтом, відступив разом з епістатом Діомедонтом. Після цього Молон легко заволодів Вавилоном і Сузами, а також більшою частиною Месопотамії.
Коли в кінці 221 до н. е. Антіох сам виступив проти Молона, Зевкіс став командуючим табора. Зиму військо провело в Антіохії, а навесні 220 до н. е. переправилося через Тигр, щоб відрізати Молону зворотний шлях в Мідію. Молон до цього перейшов на лівий берег Тигра і вторгся в гірську Аполлоніатиду. Тут його наздогнала армія царя, в ході битви здолала війська бунтівника.
Пізніше Зевкіс став сатрапом Лідії. Взимку 201-200 до н. е. македонський басилевс Філіпп V, котрий воював проти пергамського володаря Аттала I, звернувся до нього з проханням про постачання провіантом, яка була виконано.
У битві при Магнезії командував центром сирійської армії, а після поразки став одним з послів, спрямованих в Рим . За підсумками війни держава Селевкідів позбулося своїх малоазійських володінь, і тепер кордоном стали Таврські гори.